# Condé-sur-Huisne

Condé-sur-Huisne este o comună în departamentul Orne, Franța. În 1 ianuarie 2018 avea o populație de 1.316 de locuitori.